# Unité-Klasse
Die Unité-Klasse war eine Klasse von vier Korvetten der französischen Marine, die von 1794 bis 1816 in Dienst stand.

## Allgemeines
Die Klasse wurde von Pierre-Alexandre-Laurent Forfait entworfen und zwischen August 1793 und Mai 1794 auf Werften in Le Havre und Honfleur gebaut. In der französischen Marine wurden die Schiffe als Korvetten mit einer nominellen Bestückung von 24 Kanonen geführt. Die beiden 1795 bzw. 1796 gekaperten und in den Dienst der britischen Marine gestellten Einheit, wurden entsprechend dem britischen Rangsystem als Fregatten bzw. Schiffe 6. Ranges angesehen.

## Einheiten
| Name                            | Bauwerft          | Kiellegung     | Stapellauf      | Indienststellung | Verbleib                                                                                                |
| ------------------------------- | ----------------- | -------------- | --------------- | ---------------- | --- |
| Unité                           | Werft in Le Havre | August 1793    | 16. Januar 1794 | April 1794       | Am 20. April 1796 durch die Royal Navy gekapert, als HMS Surprise in Dienst und im August 1802 verkauft |
| Républicaine                    | Werft in Le Havre | September 1793 | 4. Februar 1794 | 27. April 1794   | Am 25. August 1799 durch die Royal Navy gekapert, keine Indienststellung                                |
| Tourterelle                     | Werft in Honfleur | September 1793 | 18. März 1794   | Mai 1794         | Am 13. März 1795 durch die Royal Navy gekapert, als HMS Tourterelle in Dienst und 1816 verbrannt        |
| Cornélie Calliope (ab Mai 1795) | Werft in Honfleur | Oktober 1793   | 1. Mai 1794     | Mai 1794         | Am 17. Juli 1797 zerstört                                                                               |

## Technische Beschreibung
Die Klasse war als Batterieschiff mit einem durchgehenden Geschützdecks konzipiert und hatte eine Länge von 38,2 Metern (Geschützdeck), eine Breite von 9,5 Metern und einen Tiefgang von 4,2 Metern bei einer Verdrängung von 350/657 Tonnen. Sie waren Rahsegler mit drei Masten (Fockmast, Großmast und Kreuzmast). Der Rumpf schloss im Heckbereich mit einem Heckspiegel, in den eine Galerie integriert war, die in die seitlich angebrachten Seitengalerien mündeten.
Die Besatzung hatte eine Stärke von 172 bzw. 220 Mann (Offiziere und Unteroffiziere bzw. Mannschaften). Die Bewaffnung der Klasse bestand aus 30 Geschützen.
|                      | Batteriedeck                 | Backdeck                                        | Achterdeck                                      | Geschütze (Geschossgewicht) |
| -------------------- | ---------------------------- | ----------------------------------------------- | ----------------------------------------------- | --------------------------- |
| Design               | 22 × 8-Pfünder-Kanonen       | 2 × 12-Pfünder-Kanonen                          | 6 × 36-Pfünder-Haubitzen                        | 30 Geschütze                |
| 1795 HMS Tourterelle | 24 × brit. 9-Pfünder-Kanonen | 2 × 24-Pfünder-Karronaden                       | 4 × 6-Pfünder-Kanonen 4 × 24-Pfünder-Karronaden | 34 Geschütze (87,072 kg)    |
| 1796 HMS Surprise    | 24 × brit. 9-Pfünder-Kanonen | 2 × 4-Pfünder-Kanonen 2 × 12-Pfünder-Karronaden | 8 × 4-Pfünder-Kanonen 4 × 12-Pfünder-Karronaden | 40 Geschütze (74,374 kg)    |